# Pseudolimnophila (Pseudolimnophila) glabra
Pseudolimnophila (Pseudolimnophila) glabra is een tweevleugelige uit de familie steltmuggen (Limoniidae). De soort komt voor in het Oriëntaals gebied.